# Communauté Saint-Martin
Pour les articles homonymes, voir CSM.
La communauté Saint-Martin est une association publique cléricale de droit pontifical rassemblant des prêtres et des diacres séculiers vivant leur apostolat en petites communautés au service des diocèses. Elle est fondée par Jean-François Guérin en 1976 et dirigée par Paul Préaux, modérateur général depuis 2010. La maison-mère de la communauté se trouve à Évron, dans l'abbaye Notre-Dame.
En 2023, elle compte 185 membres, prêtres et diacres. Ils servent dans 40 paroisses ou sanctuaires différents et sont ainsi présents dans 32 diocèses français ainsi qu'à Cuba, en Allemagne et à Rome. Dans la maison de formation de la communauté, une centaine de séminaristes sont préparés à l'ordination. Ils font leurs études à l'École supérieure de théologie, également située à Évron et affiliée à l'université pontificale du Latran. Selon les analyses médiatiques et sociologiques, elle est considérée comme « néoclassique » et conservatrice et comme appartenant au « catholicisme d'identité ».

## Historique

### Fondation à Gênes
En 1976, les premiers membres de la communauté Saint-Martin sont installés au couvent Saint-François de Voltri (it), ancien couvent capucin de Gênes, par Jean-François Guérin, sous la protection du cardinal Giuseppe Siri, archevêque de Gênes. Ils y mènent une vie commune dans le cadre établi par son fondateur : rigueur des études et soin de la liturgie, largement en latin mais fidèle au concile Vatican II, néoclassique et non traditionaliste.
Giuseppe Siri érige la communauté Saint Martin en « pieuse union » de droit diocésain en 1979 et les premiers prêtres, membres de la communauté sont ordonnés.

### Premières implantations puis retour en France
En 1983, la communauté reçoit son premier ministère paroissial dans le diocèse de Fréjus-Toulon. La maison de formation et la maison-mère s'installent en France en 1993, à Candé-sur-Beuvron, dans le diocèse de Blois, où elles restent jusqu'en 2014.

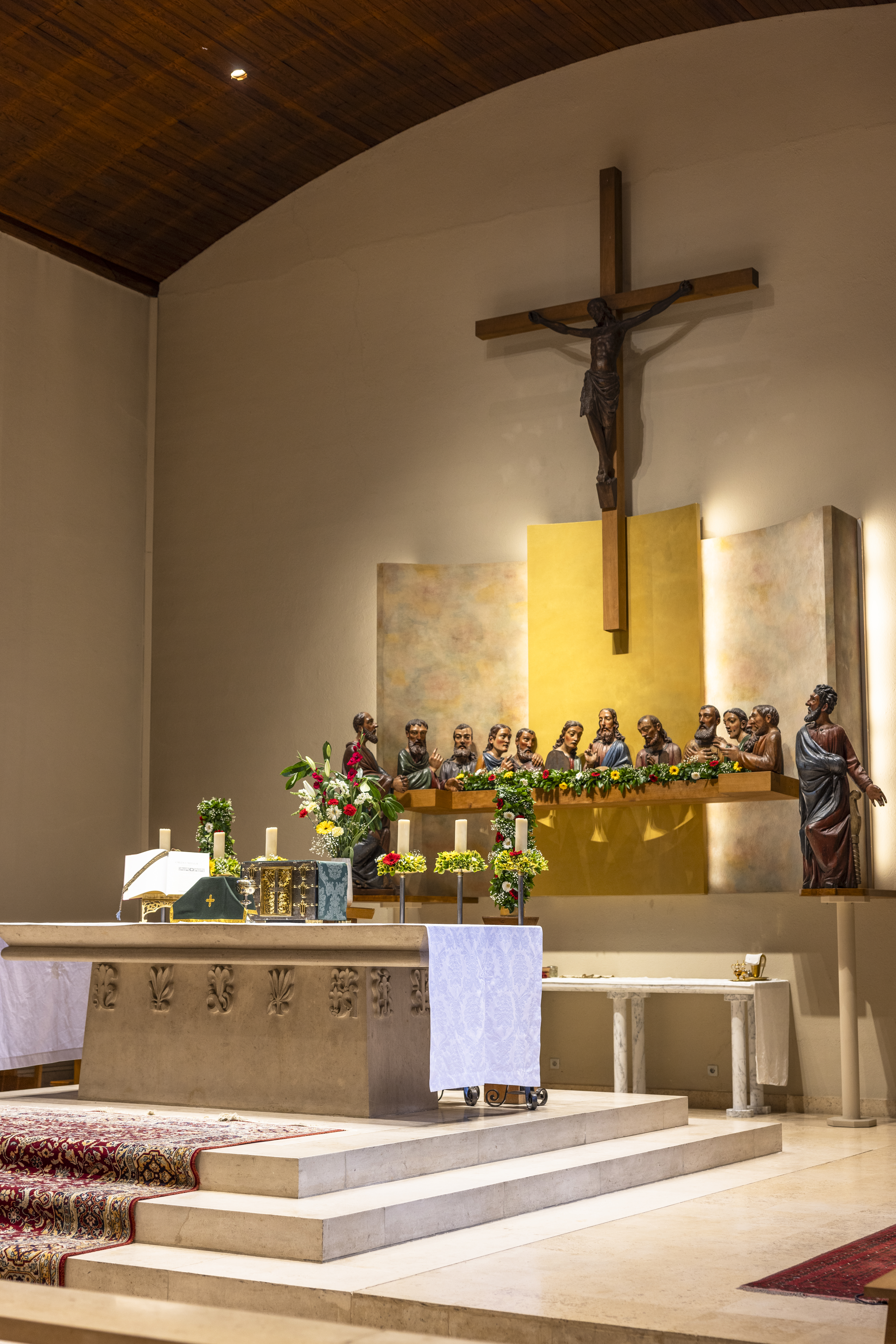
Vue de l'autel de la chapelle du séminaire.

En 2000, le statut de la communauté évolue d'association de droit diocésain en association de droit pontifical et elle est rattachée à la Congrégation romaine pour le clergé. Depuis 2000, la communauté croît fortement et représente en 2014 un quart des entrées en séminaire des diocèses français.
Jean-Marie Le Gall, un des premiers prêtres de la communauté, est élu modérateur général en 2004. Il succède au fondateur de la communauté, Jean-François Guérin, qui décède en 2005.
Depuis 2008, le modérateur général est aussi canoniquement l'ordinaire des membres de la communauté, avec la faculté de les appeler lui-même aux ordres, et de les incardiner,. En 2010, Paul Préaux est élu modérateur général pour un mandat de 6 ans. Son mandat est réitéré en 2016 et à nouveau en 2022.
En septembre 2014, la maison-mère et la maison de formation sont transférées à Évron, en Mayenne, où la communauté Saint-Martin a acquis l'abbaye Notre-Dame d'Évron.
Depuis 2022, Édouard de Vrégille, ancien recteur de la cathédrale d'Amiens, assume la charge de responsable du séminaire. Il succède à Louis-Hervé Guiny qui a exercé cette fonction pendant 18 ans, jusqu'en 2022, avant de devenir successivement assistant général de la communauté et, à partir de 2024, curé dans le diocèse d'Angers.

### La visite pastorale de 2022 et ses suites
Une visite pastorale est confiée en mai 2022 à l'évêque de Mende Benoît Bertrand, assisté d’André Marceau, ancien évêque de Nice, et de la provinciale pour la France des religieuses de l’Assomption, Anne Descours,,.
À l'issue de cette visite conduite entre juillet 2022 et janvier 2023, un rapport de 1 300 pages est produit, complété en mars de la même année par un audit financier,. Bien que cette visite relève de « nombreux aspects positifs de la Communauté Saint-Martin et de ses membres », notamment « le grand service rendu à l'Église de France au travers des paroisses, sanctuaires et œuvres, que la communauté porte et déploie », elle met aussi en cause le fondateur de la communauté, Jean-François Guérin, pour ses dérives autoritaires et de possibles agressions sexuelles (baisers forcés),.
Après examen du rapport, le Dicastère pour le clergé place le 4 juillet 2024 la communauté Saint-Martin pour une durée de trois ans sous la supervision de deux assistants apostoliques, Matthieu Dupont, évêque de Laval, et François-Marie Humann, abbé de Mondaye. Ces deux assistants sont chargés de faire la vérité sur le passé de la communauté et de l'accompagner dans un travail de réformes portant sur le recrutement, la formation et l'accompagnement de ses séminaristes,.

## Caractéristiques
En 2023, la communauté Saint-Martin compte 185 membres, prêtres et diacres. En 2019, il y en avait 103. La maison de formation prépare une centaine de séminaristes au sacerdoce (2023), de cinq nationalités différentes.

### Prêtres et diacres en communauté

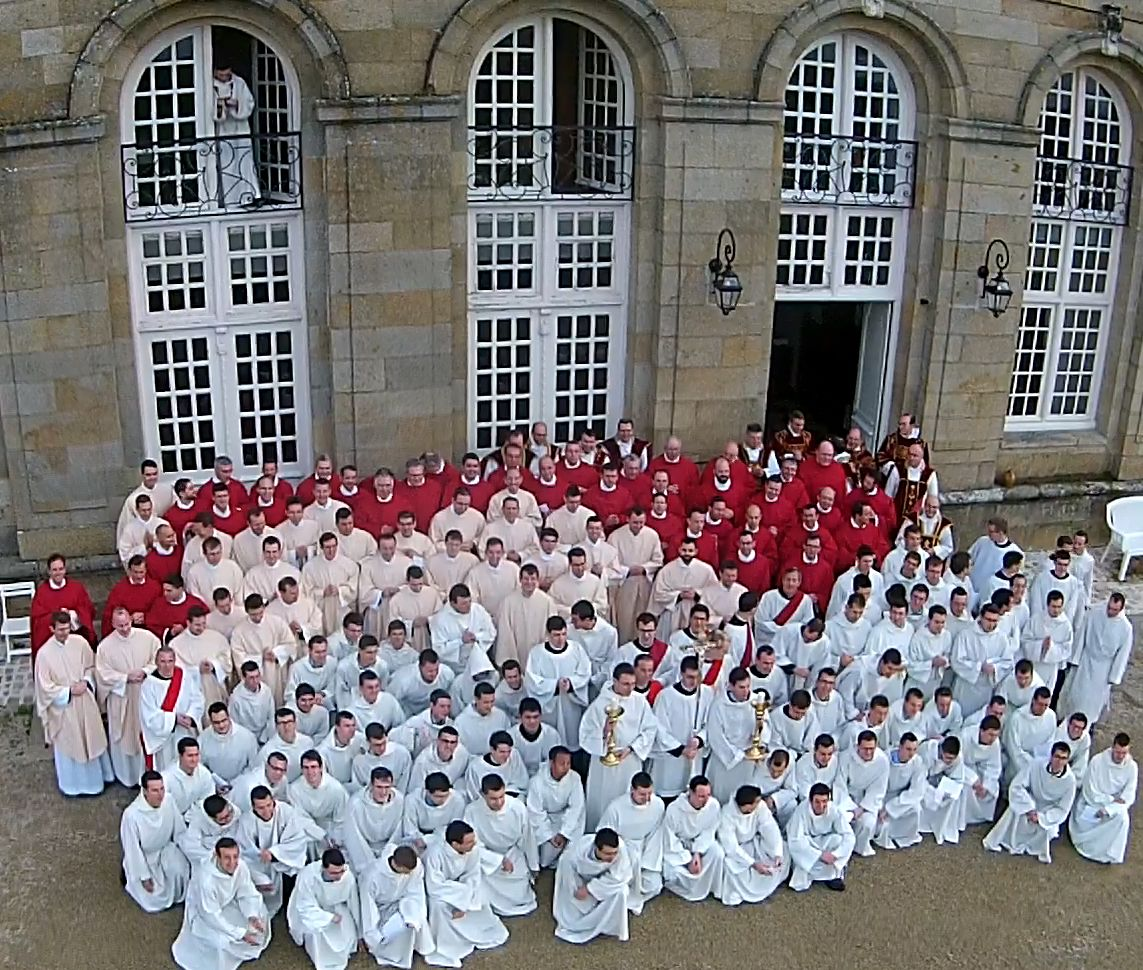
Prêtres, diacres, et séminaristes de la communauté Saint-Martin.

La communauté met ses membres au service des évêques désireux de leur confier des missions apostoliques variées : paroisses, aumôneries de collège et d’internat, sanctuaires, maisons de retraite,. Les prêtres vivent en communauté d'au moins trois dans les diocèses dans lesquels ils sont envoyés. Ils sont répartis en une quarantaine de communautés locales.
La communauté Saint-Martin se définit elle-même comme un « corps mobile de prêtres et de diacres qui vivent en communauté et qui se mettent au service des évêques ». Ses membres vivent « un sacerdoce partagé », communautaire, selon Le Monde, qui évoque un « commando en soutane » : ils s'appliquent à « une affirmation des principes du christianisme dans le monde contemporain, une évangélisation franche, voire démonstrative, en plein espace public et non plus seulement dans l'intimité d'une chapelle ».

### Statut canonique
Canoniquement, la communauté est une association publique cléricale de droit pontifical.
Le supérieur général de la communauté est appelé « modérateur » selon le droit canonique. Il a la faculté d’incardination des membres dans la communauté, octroyée par la Congrégation pour le clergé. Il est élu par l'assemblée générale des membres, pour un mandat de 6 ans, et confirmé par la Congrégation pour le clergé.
Les membres « relèvent hiérarchiquement du modérateur de la communauté, avec un devoir d’obéissance à l’évêque du diocèse dans lequel ils sont envoyés ».

### Maison de formation
La formation des séminaristes, à la maison de formation située à l'abbaye d'Évron, couvre quatre axes : la formation spirituelle, pastorale, humaine et intellectuelle. Le séminaire proprement dit est précédé d'une année de propédeutique depuis septembre 2016.
La partie intellectuelle de la formation est assurée par l'École supérieure de théologie affiliée à l'université pontificale du Latran (Rome). Les formateurs de l'École supérieure de théologie sont pour la plupart prêtres de la communauté, formés eux-mêmes dans différentes universités, à Paris, Strasbourg ou Rome.
Au milieu de la formation, les séminaristes passent un an en stage dans la communauté locale d'une paroisse. L'ensemble du cursus dure sept ans jusqu'à l'ordination diaconale, huit ans jusqu'à l'ordination sacerdotale,. Les séminaristes participent aux rencontres des séminaires diocésains français et des séminaires de l'Ouest,.
Fonder un séminaire a été la première intention du fondateur de la communauté Saint-Martin, Jean-Francois Guérin, en 1976. Il a établi la maison de formation en Italie « pour les candidats au sacerdoce qui entendaient rester fidèles au pape, tout en s’inscrivant dans l’enseignement de Vatican II ».

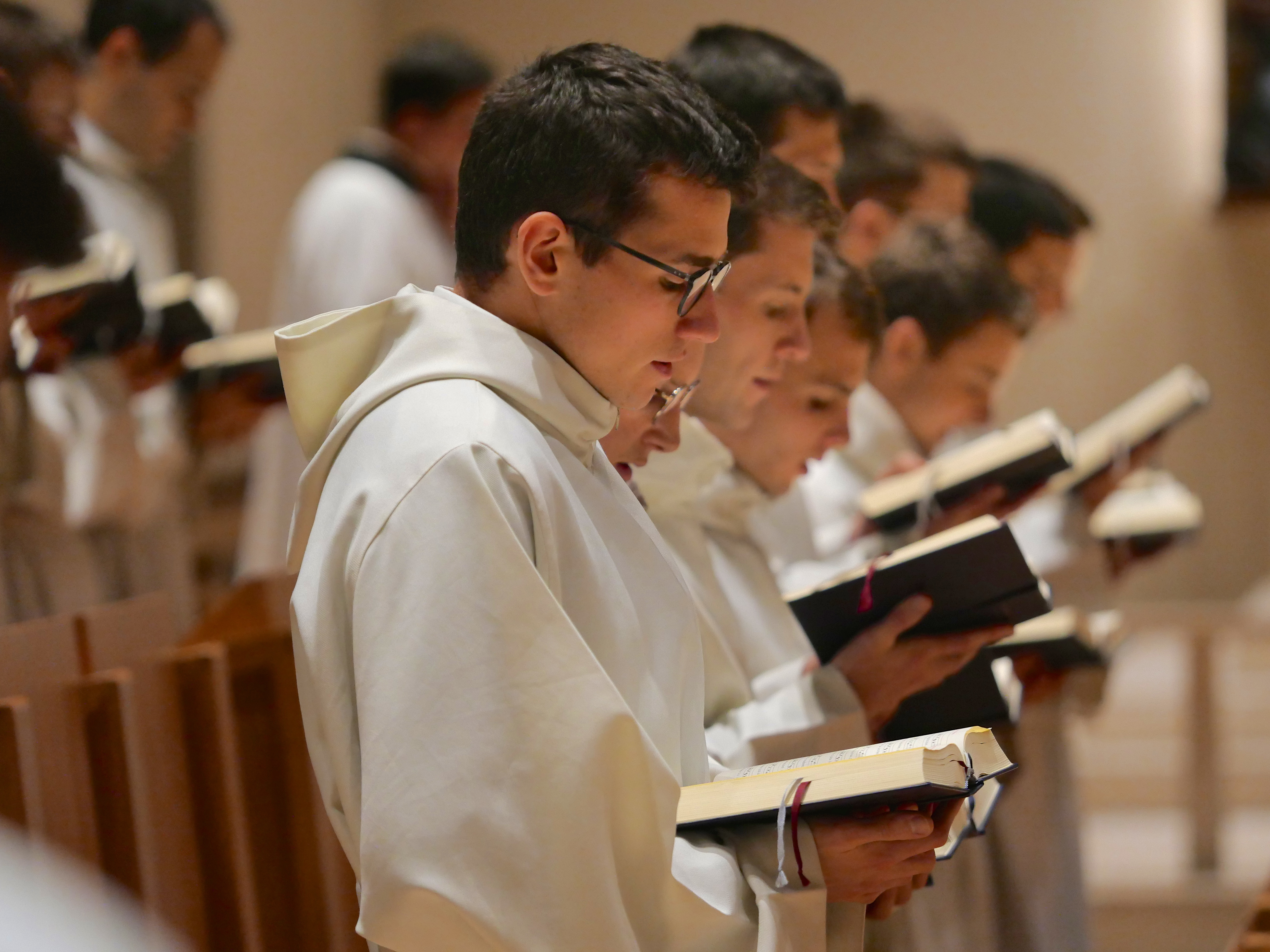
La liturgie des heures à la maison de formation.

La moyenne d'âge des séminaristes est de 26 ans (2023). Le séminaire compte une centaine de jeunes hommes en formation ; il est actuellement la plus grande maison de formation de prêtres en France. L'attirance est expliquée par le choix d'une vie communautaire, jugée rassurante, et par la mobilité que la communauté Saint-Martin offre à ses membres, employés dans plusieurs diocèses. Un autre motif pour devenir prêtre dans cette communauté est « le style direct, souvent doublé d’un humour solide, que l’on retrouve chez la plupart des membres, très rarement mystiques ou ampoulés ». Le Progrès découvre chez ces prêtres de l'autodérision, dans le but de « garder les pieds sur Terre ». Si la communauté attire, son attrait reste bien plus humble que celui des Franciscains ou des Jésuites en leur temps de fondation, remarque La Croix. Cependant, selon Yann Raison du Cleuziou, le contact avec des jeunes prêtres de communautés nouvelles comme de la communauté Saint-Martin aide à réaliser une vocation sacerdotale.
Les jeunes hommes viennent « de familles catholiques ou de milieux chrétiens », selon Ouest-France. Il y a également des jeunes des paroisses confiées à la communauté, qui entrent au séminaire à Évron. Selon Marie Bordet, « l'institution attire des jeunes bien nés, issus de familles pieuses », avec de nombreux enfants, parfois aisées. L'Ouest parisien ainsi que les enfants des familles de militaires ou d'origine aristocratique « sont surreprésentés »,.
Le Monde décrit la formation au séminaire comme rigoureuse ; les journées sont rythmées par les offices, les repas pris en commun et accompagnés de lecture de table. Ainsi, selon La Croix, la formation des prêtres fait des emprunts à l'ambiance monastique. « Malgré ces contraintes monacales, force est de constater que le séminaire respire une formidable joie de vivre. » Selon le politologue Yann Raison du Cleuziou, on sait y « alterner des moments d'ascèse, de jeûne et des temps festifs où on s'amuse, on boit, on chante ». L'Express relate comme devise de la maison : « Prendre Dieu au sérieux sans se prendre au sérieux ».
La formation au séminaire d'Évron coûte, en 2022, 16 000 euros par an pour un séminariste, à la charge de sa famille.

### Liturgie et spiritualité

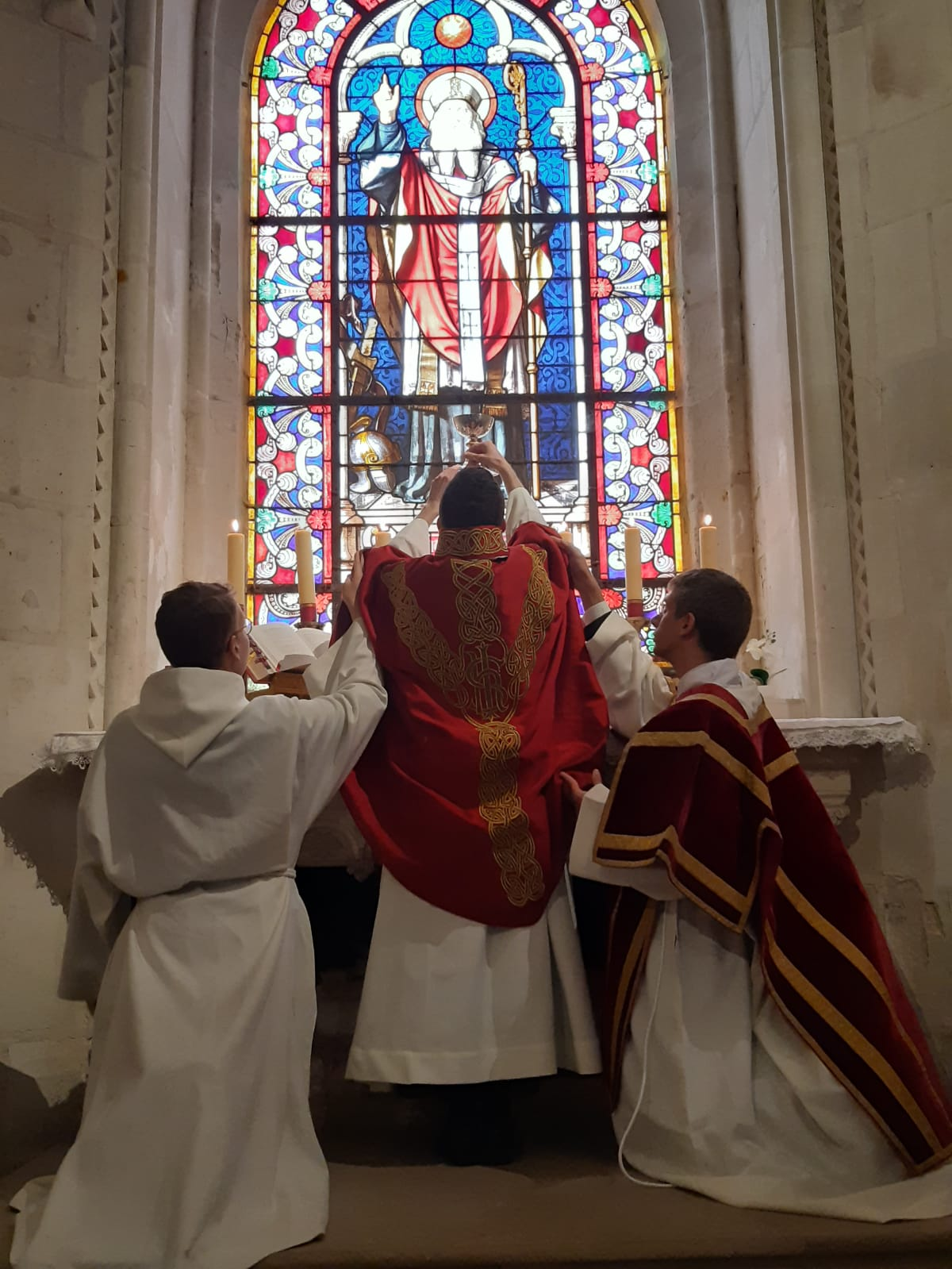
Messe célébrée ad orientem dans la collégiale de Candes.

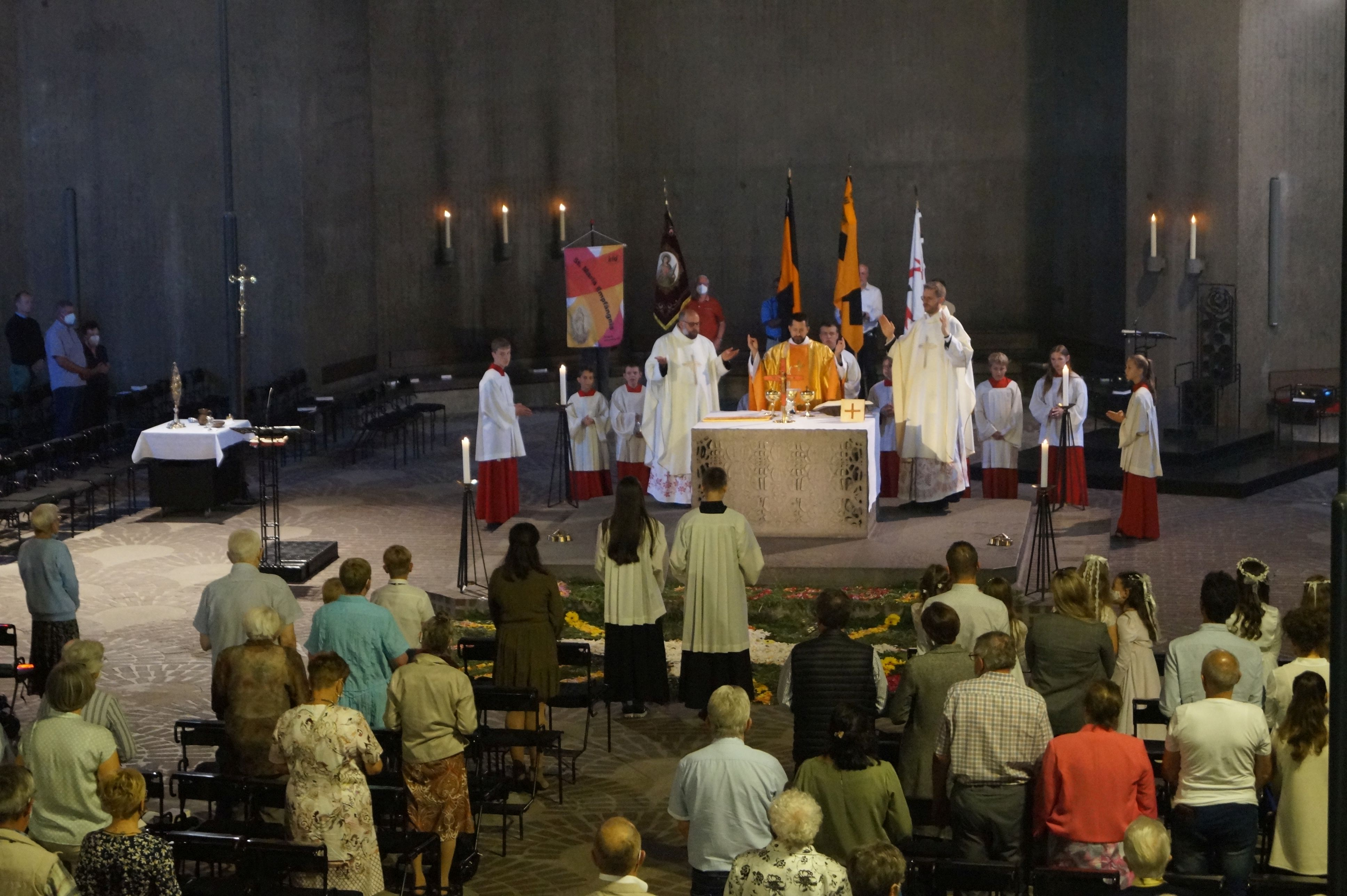
Messe célébrée face au peuple.

Les prêtres de la communauté célèbrent la messe selon la liturgie du concile Vatican II. Dans les messes « conventuelles », le latin est utilisé, tout comme au séminaire où la liturgie est célébrée en latin avec du chant grégorien. Dans les paroisses desservies par la communauté, elle utilise le rite Paul VI en français. Elle n'a pas « repris la liturgie tridentine, malgré les sollicitations de plusieurs évêques français lui demandant d'assurer des messes selon le rite Saint-Pie V pour la partie « traditionnelle » de leurs fidèles ».
La communauté s'inspire de saint Martin de Tours dont elle prend pour exemple le goût de la vie contemplative et de la vie communautaire, sa mission aux périphéries, dans des paroisses en dehors des grandes villes, et son amour des pauvres. Au-delà, la spiritualité de la communauté puise dans la tradition bénédictine, dans l'École française et dans la tradition de vie canoniale. Selon le site cath.ch, le fondateur, « moins adulé que d’autres fondateurs de communautés nouvelles, Jean-François Guérin, décédé en 2005, laisse à ses héritiers un style terre à terre, un peu boyscout, peu enclin à la mystique ou au sentimentalisme ».
Les prêtres de la communauté portent la soutane. Ainsi, selon Le Monde, ils expriment un « affichage de la religion jusque dans la livrée ». Selon l'évêque Jean-Pierre Batut, la soutane n'est plus portée comme « un drapeau, c'est un peu leur bleu de travail », portée pour « susciter l’échange ». Les séminaristes prennent la soutane en fin du parcours de formation. Dans des assemblées cléricales, il arrive que les membres de la communauté ne portent pas la soutane, avec l'objectif « de ne pas provoquer ou de ne pas mettre mal à l'aise le clergé local ». Josselin Tricou qualifie « le port de la soutane ou l’usage liturgique du chant grégorien et du latin » comme « des pratiques restitutionnistes », c'est-à-dire d'observance plus traditionnelle que les charismatiques.
Les prêtres se font appeler « don », en raison de l'origine italienne de la communauté,.
Annuellement, la communauté organise une retraite sacerdotale à Lourdes, ouverte aux prêtres extérieurs,.

### Aspects financiers
Les prêtres sont pris en charge par les diocèses dans lesquels ils sont envoyés. Ils gagnent environ 800 euros par mois.
Les besoins propres de la communauté et de sa maison de formation sont financés par les frais d'inscription au séminaire, les quatre internats privés, les ventes des revues, la possibilité d'offrir une messe en ligne.
La formation des séminaristes coûte 2,3 millions d’euros par an. 94 % des cette somme proviennent de dons, dont les trois quarts viennent des familles des séminaristes, participant au moins à hauteur de 500 euros par mois. En 2021, 300 000 euros du budget global sont financés par le fond Proclero,, géré par le groupe Meeschaert et fondé par Pascal-André Dumont qui est aussi l'économe général de la communauté.
L'acquisition de l'abbaye d'Évron, cédée en 2012 à la communauté Saint-Martin par les Sœurs de la charité de Notre-Dame d'Évron, a coûté 2,8 millions d'euros et a été suivie d'un investissement de 3 millions d'euros pour les travaux de rénovation et de remise aux normes. Elle a été financée par la vente des bâtiments du séminaire précédent, dans le Loir-et-Cher, et par un appel aux dons,.
La communauté obtient en 2022, au Luxembourg, la reconnaissance du statut d’utilité publique, lui donnant droit à des avantages fiscaux. L'empêchement préalable de la reconnaissance par le gouvernement avait été déclaré irrégulier par la cour administrative,.

### Ministères

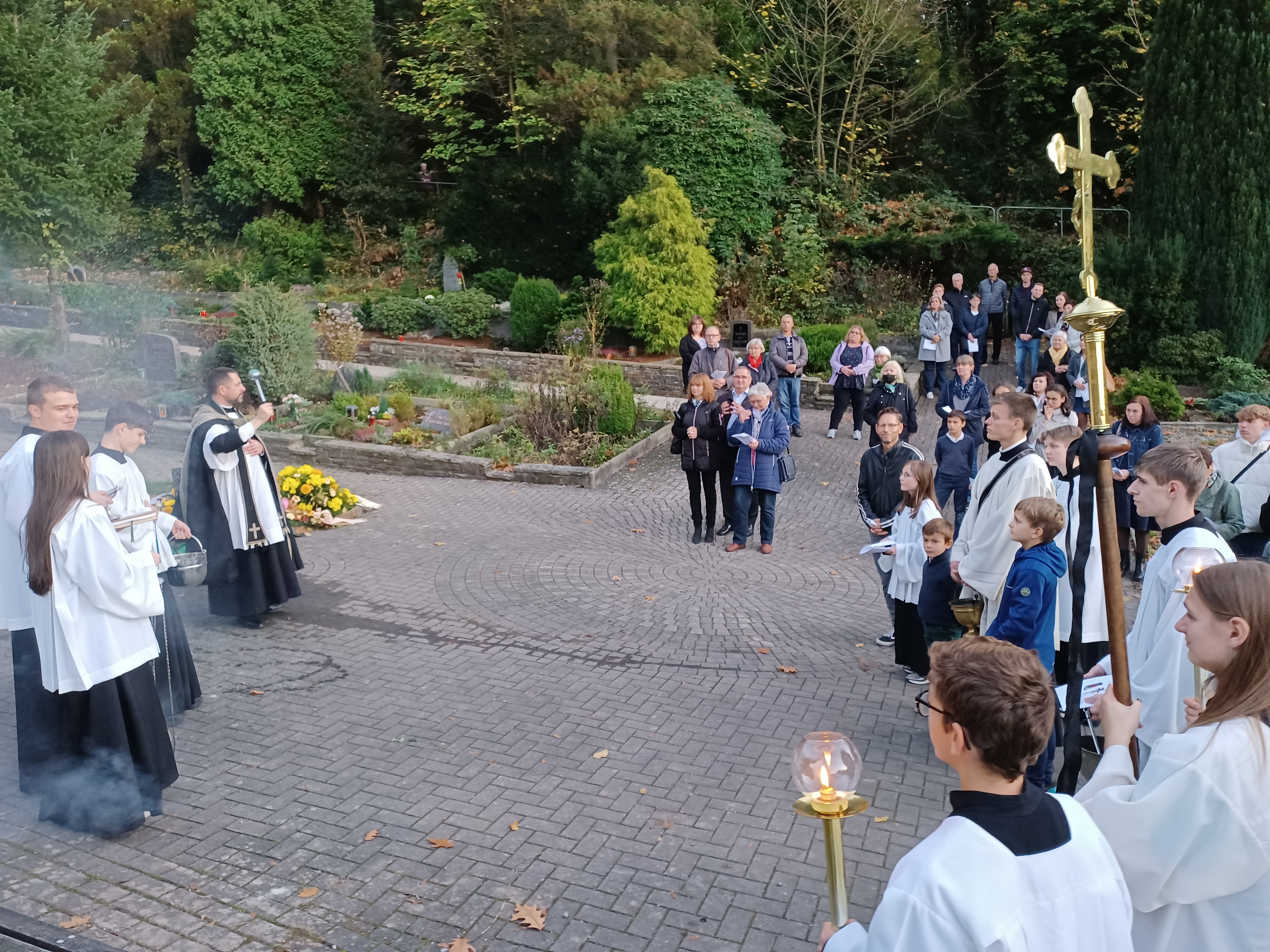
Bénédiction des tombes à Neviges, paroisse confiée à la communauté Saint-Martin.

Les prêtres de cette communauté officient en 2023 dans 32 diocèses de France avec une quarantaine de lieux d'apostolat principalement en France. En 2017, elle pourvoyait des prêtres et diacres pour 19 diocèses.
La communauté est présente principalement en France, et, en dehors de la France à Cuba, en Italie et en Allemagne. Il y a des contacts avec plusieurs diocèses aux États-Unis, mais pas de communauté établie dans le pays.
Dans la curie romaine, un membre de la communauté est au service de la Congrégation pour le clergé.
Chaque année, la communauté organise une marche pour étudiants, la Route Saint-Martin, qui regroupe entre 300 et 400 jeunes,.

#### Paroisses et sanctuaires
La communauté dessert des paroisses (comme Arles, Dijon ou Laval), des sanctuaires (comme Lourdes, Montligeon, le Mont Saint-Michel ou Neviges) et des aumôneries. Lui sont confiés des cathédrales (comme celles d'Amiens, de Soissons ou de Gap) aussi bien que des paroisses en pays rural (comme Mortagne-au-Perche ou Font-Romeu) ou des églises touristiques (comme Saintes-Maries-de-la-Mer ou Honfleur). La communauté est présente à Paris depuis 2013.
À plusieurs endroits, des membres de la communauté exercent un ministère ensemble avec d'autres communautés ou prêtres ; tel au Mont Saint-Michel dont l'abbatiale est gérée par les Fraternités monastiques de Jérusalem alors que le recteur est de la communauté ; ou à Lourdes, où les membres de la communauté interviennent en tant que chapelains. Des collaborations moins formelles existent également avec les milieux charismatiques du catholicisme français, avec la communauté des Béatitudes et avec l'abbaye Saint-Joseph de Clairval. Les membres de la communauté participent ainsi à une « présence chrétienne diversifiée ».
Des prêtres de la communauté ont également servi dans leurs diocèses en tant que vicaires généraux, comme Didier-Marie de Lovinfosse à Blois ou Marc Aillet à Toulon, avant de devenir évêque lui-même.

#### Missions d'enseignement et d'éducation

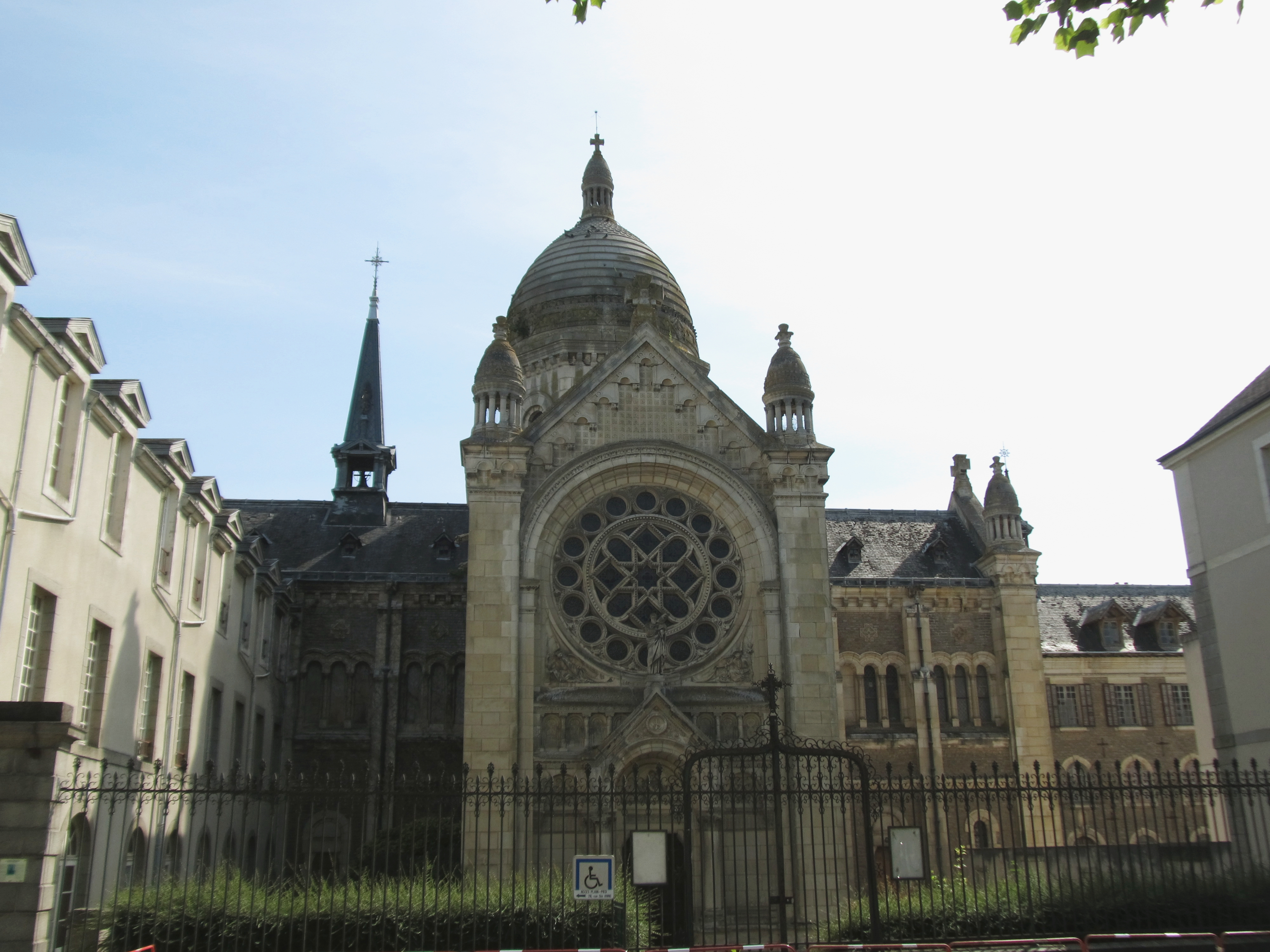
L'ancien hôpital Saint-Julien de Laval, abritant désormais lEspace Saint-Julien.

Au sein du lycée catholique de Pontlevoy, sur la commune de Pontlevoy, dans le département de Loir-et-Cher, les prêtres de la communauté Saint-Martin sont aumôniers du collège-lycée et responsables de l’internat de garçons.
À Laval, l'internat Notre-Dame de Pontmain est dirigé par la communauté. À Laval également, un curé membre de la communauté est engagé dans l'Espace Saint-Julien, premier lieu multigénérationnel du genre en France, avec une résidence senior, une colocation pour étudiantes, un accueil périscolaire, une maison de santé et une microcrèche.
Les prêtres de la communauté ont fondé des patronages et y travaillent comme aumôniers, comme à Garges-lès-Gonesse, Meyzieu, Amiens,  Évron, ou encore à Maintenon avec une identité chrétienne « clairement assumée ».

#### Développement
L'implantation d'une communauté locale part toujours de l'initiative d'un diocèse qui appelle la communauté Saint-Martin.
L'épiscopat français a d'abord été méfiant envers la communauté, qui bénéficiait surtout du soutien de son aile conservatrice, puis lui a progressivement ouvert les portes de ses paroisses. Selon Jean Mercier, dans La Vie : « Ses prêtres en soutane sont devenus incontournables dans le paysage ecclésial. La Communauté Saint Martin, fondée en 1976, perçoit désormais les dividendes d'une lente et patiente progression, après avoir été longtemps marginalisée, en raison de son style traditionnel. » De même, La Croix souligne la confiance croissante des évêques. La communauté Saint-Martin « est devenue l’un des principaux pourvoyeurs du clergé français ».

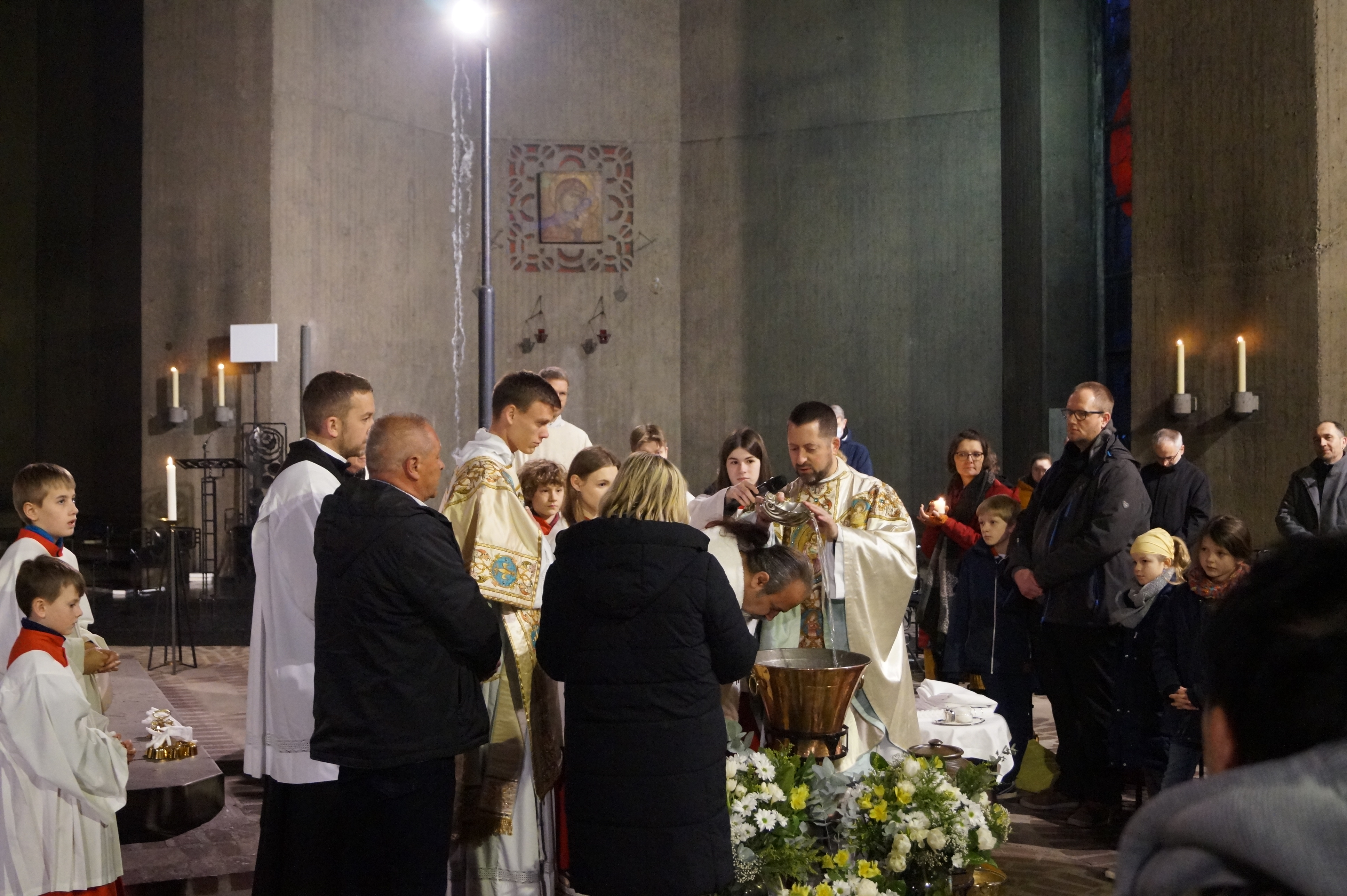
Baptême d'un adulte au sanctuaire de Neviges.

De nombreux diocèses font appel à la communauté, principalement en raison de la « pénurie de prêtres », mais aussi dans le cadre d'orientations pastorales plus larges,. Entre la demande d'un évêque et l'implantation d'une communauté locale, plusieurs années s'écoulent.

### Positionnement religieux

#### Caractéristiques
Selon L'Express, la communauté a un style de vie propre : « le fondateur a posé le cadre de son œuvre : rigueur des études et soin de la liturgie, largement en latin mais fidèle au concile Vatican II, néoclassique et non traditionaliste ». Le Progrès les trouve « à la fois classiques, modernes et entreprenants ».
L'article de l'AFP décrit ainsi l'ascension de la communauté : « Arborant la soutane et une foi décomplexée, les prêtres de la communauté Saint-Martin se mettent au service d'évêques qui, d'abord méfiants, sont chaque année plus nombreux à les accueillir ». Le journaliste Samuel Lieven dans La Croix souligne la souplesse et l'obéissance de la communauté, ce qui lui permet d'être de plus en plus acceptée par les évêques. 

#### Jugements ecclésiaux
Francis Bestion, évêque de Tulle, qui a fait venir la communauté à Brive-la-Gaillarde, déclare dans une interview que les membres de la communauté Saint-Martin sont « des prêtres tout à fait reconnus, c’est une congrégation romaine, donc tous ceux qui voudraient dire que ce sont des traditionalistes ou des intégristes, je pense qu’ils se trompent. Sinon, je ne les aurais pas fait venir »,. Jean-Luc Garin, évêque de Saint-Claude, décrit la communauté comme « très investie dans l’Église en France » et constituée de «prêtes jeunes, dynamiques et sportifs » qui « ne sont pas du tout intégristes ». Laurent Le Boulc'h, ancien évêque de Coutances et Avranches et désormais archevêque de Lille, qui a appelé la communauté au Mont Saint-Michel, indique en 2021 n'avoir eu « que des échos positifs » au sujet du travail de la communauté dans d'autres diocèses.

#### Jugements de sociologues du catholicisme
Pour Yann Raison du Cleuziou, s'exprimant dans Ouest-France, la « communauté est conservatrice mais pas traditionaliste. […] Ce n'est pas un catholicisme identitaire. » Il la qualifie de « néoclassique »,, à l'instar de la communauté Saint-Jean, catégorie à distinguer des mouvances traditionaliste (comme la fraternité saint Pierre) ou charismatique (comme la communauté de l'Emmanuel). Cette caractérisation est reprise dans La Vie, dans son livre Une contre-révolution catholique et dans une étude sociologique sur le catholicisme contemporain de 2015.
Pour Jean-Louis Schlegel les membres de la communauté Saint-Martin « manifestent une identité heureuse, dans une forme ancienne, et ça plaît ».
Les mêmes communautés, Saint-Martin et Saint-Jean, sont présentées par Josselin Tricou comme « restitutionnistes » et exemplaires du pôle d'identité du catholicisme français : elles promeuvent « une foi d’observances plus traditionnelles » que celle des charismatiques et « à l’instar desdits « catholiques de la Tradition » – ne se revendiquent pas du tout à la marge de l’Église romaine mais au contraire prétendent en incarner le centre, mais un centre novateur en proposant "des solutions traditionnelles aux besoins nouveaux" »,. Le même auteur, décrit la communauté Saint-Martin comme « une communauté cléricale de fondation récente et exemplaire du "pôle d’identité" du catholicisme français tel que l’a conceptualisé Philippe Portier. Cette exemplarité apparaît par un certain nombre de traits tels que la critique des "dérives" des années post-conciliaires, la lecture des textes du concile Vatican II selon une « herméneutique de la continuité » (Benoît XVI) opposée à l’« herméneutique de la rupture » qu’auraient adopté les « progressistes » postconciliaires, une fondation en rupture avec les structures interdiocésaines de formation jugées trop "molles", des pratiques restitutionnistes comme le port de la soutane ou l’usage liturgique du chant grégorien et du latin – mais dans le respect du rite Paul VI ordinaire, enfin l’affirmation d’incarner un catholicisme minoritaire "décomplexé" dont témoigne la présence assumée et publicisée de ses clercs et de ses séminaristes au sein de la mobilisation contre le projet de loi d’extension du mariage civil aux couples de même sexe ».

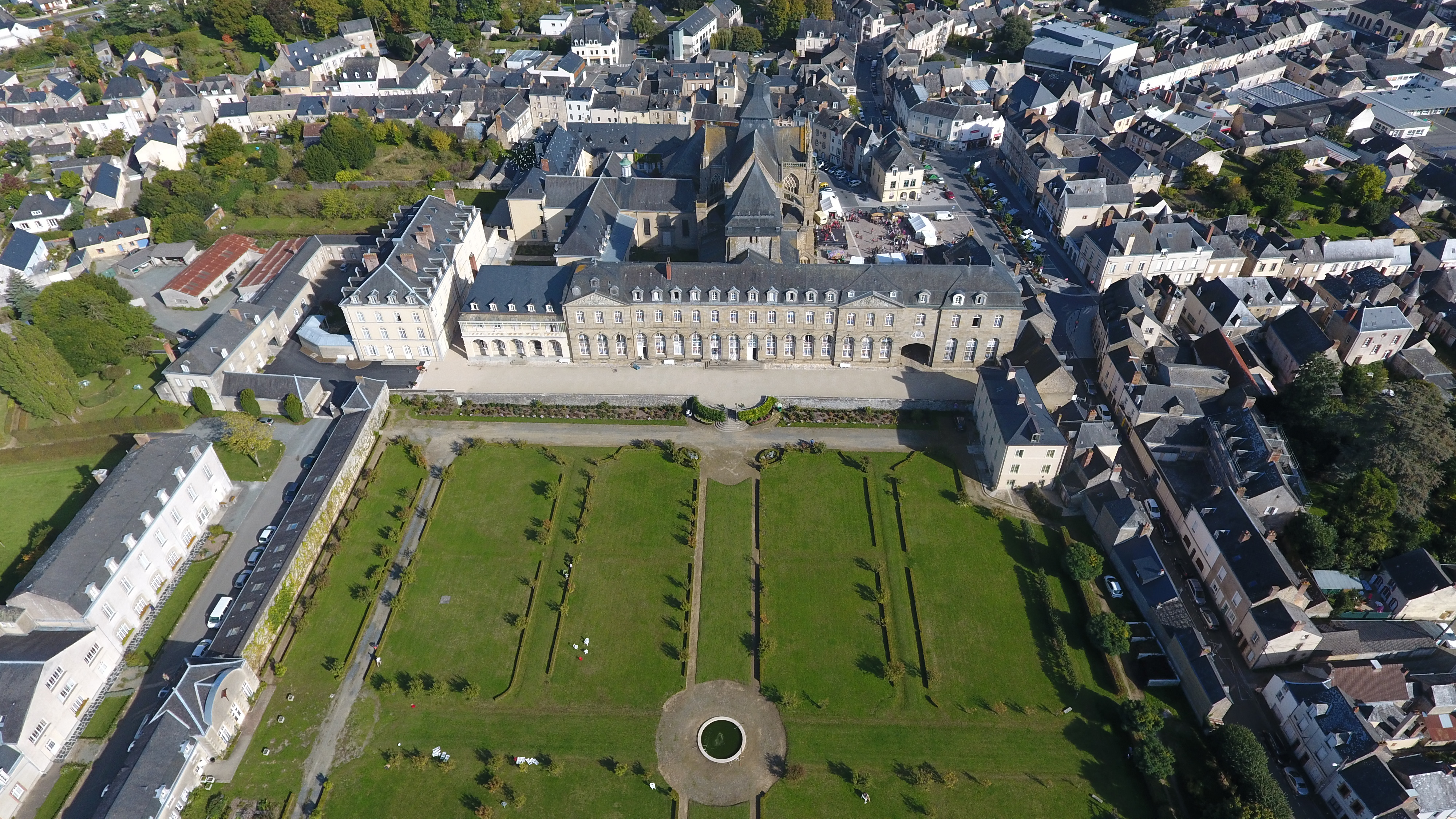
L'abbaye d'Évron vue du ciel.

Avec les charismatiques, les groupes restitutionnistes (Opus Dei, communauté Saint-Martin, communauté de Saint-Jean, Légionnaires du Christ, Foyers de Charité) forment, selon Magali Della Sudda, les réseaux du « catholicisme d'identité », les catholiques d'identité étant définis comme ceux qui veulent restaurer « l’Église dans son statut traditionnel de guide de la cité ».

#### Critiques
Dans une interview donnée à Ouest-France, le journaliste Timothée de Rauglaudre, qui a effectué en mai 2022 une enquête sur la communauté Saint-Martin en plusieurs volets pour le média Les Jours, estime que « leur caractéristique principale est d’être conservateur[s] sur le plan liturgique comme théologique » : leur fondateur, en devenant prêtre, avait l'idée « de lutter contre les dérives liées au concile Vatican II ». Il attribue le succès de la communauté à la « droitisation du paysage catholique, la crise des vocations et le besoin de prêtres dans les diocèses, ruraux notamment » ainsi qu'à l'attrait qu'elle exerce sur « des jeunes qui ont besoin de repères », pour la plupart « issus de la bourgeoisie conservatrice ». Le journaliste se dit en désaccord « avec l’étiquette donnée par d’autres médias généralistes, qui parlent de
catholicisme "identitaire", voire "ultra-identitaire". » Selon un témoignage qu'il a recueilli, la communauté Saint-Martin a envoyé dans les années 2000 quelques séminaristes, dénoncés par l'un d'entre eux comme homosexuels, suivre une thérapie de conversion auprès de Tony Anatrella, un prêtre ami de Jean-Marie Le Gall, modérateur de l’époque, et depuis condamné par l'Église en 2018 et 2022. Timothée de Rauglaudre estime « qu'il n'y a pas de problème structurel profond dans la communauté. Il y a eu des abus. Mais ça n’a rien à voir avec ce qui s’est passé dans la communauté Saint-Jean par exemple. ».
« L'aile gauche de l’Église s'inquiète de ce qu'elle estime être une contamination de l'intérieur par l'esprit réactionnaire », selon Benoît Hopquin du quotidien Le Monde. L'auteur caractérise la communauté comme un « mouvement fidèle au pape ». Par sa croissance, elle serait l'indicateur de « l'indéniable retour, qu'il soit loué ou déploré, de l'Eglise dans la société temporelle et même dans la sphère politique, au sens de la vie de la cité », l'auteur rappelant les très nombreux catholiques ayant manifesté contre le mariage homosexuel.
La Mission interministérielle de vigilance et de lutte contre les dérives sectaires (Miviludes) indique en 2023 avoir reçu quatre saisines concernant la communauté Saint-Martin, « sans qu’il puisse y être relevé de dérives sectaires avérées. Ce constat n’équivaut pas à un certificat d’innocuité et la Miviludes reste vigilante à l’égard de tout élément significatif qui viendrait à être porté à sa connaissance ».

#### Un catholicisme identitaire
Pour Bernadette Sauvaget dans Libération, la communauté, « connue pour son catholicisme identitaire », est ultraconservatrice, et « symbolique de la dérive du catholicisme français, résistant de moins en moins aux sirènes de l’extrême droite ». Selon la même journaliste, dans Témoignage chrétien, la communauté est le « fer de lance d’une restauration identitaire » : « Les Saint-Martin considèrent les catholiques comme une minorité menacée et sont hostiles à l'accueil des homosexuels dans l'Église, limitent la place des femmes, rejettent les débats autour du mariage des prêtres ».
Pour Marie Bordet dans Le Point, la communauté Saint-Martin « incarne un virage conservateur et identitaire ». Elle cite Christine Pedotti, directrice de Témoignage chrétien, qui estime que « cette communauté ressemble à un gentil conservatoire des nostalgies. Mais derrière la façade joviale et folklorique de ces dons Camillo séduisants et sympas, il y a un fond très réactionnaire et une bataille d'identités qui se joue, notamment face à la religion musulmane ». Louis Hervé Guiny, ancien responsable de la maison de formation, est réputé proche de personnalités politiques classées très à droite comme Philippe de Villiers, Guillaume Peltier et Patrick Buisson,.
Le média luxembourgeois Reporter.lu présente la communauté comme une organisation religieuse très droitière appartenant à la mouvance catholique identitaire,.

## Modérateurs généraux de la communauté
- Jean-François Guérin (1976-2004)
- Jean-Marie Le Gall (2004-2010)[8]
- Paul Préaux (depuis 2010)

## Évêques issus de la communauté
Quatre évêques ont été prêtres de la communauté Saint-Martin:
- Jean-Marie Le Vert, évêque auxiliaire de Bordeaux (depuis 2018)[98]. Il quitte la communauté en 1995.
- Marc Aillet, évêque de Bayonne, Lescar et Oloron (depuis 2008)[99],[100]
- Nicolas Thévenin, archevêque titulaire d'Æclanum (de), nonce apostolique au Guatemala (en) (2013-2019)[101], en Égypte (depuis 2019) et à Oman (en) (depuis 2023)[102].
- Jean-Marc Eychenne, évêque de Pamiers, Couserans et Mirepoix (2015-2022), puis évêque de Grenoble et Vienne (depuis 2022)[103],[104]. Il quitte la communauté Saint-Martin en 1994[105].

## Publications de la communauté
- Les Heures grégoriennes, un bréviaire grégorien en latin et français, publié en 2008 et en une 2e édition en 2012[106],[107].
- Saint Martin le Miséricordieux : Évangélisateur de la France. Modèle pour les prêtres et les fidèles, Communauté Saint-Martin, 2016, 64 p. (ISBN 979-1-0962-1900-1).
- Laudate, sous-titré Missel grégorien des fidèles, édité en latin et français par les éditions Artège, en collaboration avec l'abbaye Saint-Pierre de Solesmes, l'abbaye Notre-Dame du Pesquié, de l'abbaye Notre-Dame de Wisques et de l'abbaye Saint-Joseph de Clairval, publié en 2022, après la nouvelle traduction du Missel romain en français[106].
- Revue Charitas, éditée par Ad Solem.

### Publications de membres de la communauté
- Paul Préaux :
  - Paul Préaux et Tiphaine Néron Bancel, La folle espérance, les Éditions du Cerf, 2025 (ISBN 978-2-204-16705-5).
  - Philippe Paré, Paul Préaux et autres : Coach et prêtres en dialogue: questions d'aujourd'hui, Éditions Nepsis-pare, 2021 (ISBN 978-2-490527-22-9)
  - Paul Préaux et Thierry Paillard, Les Prêtres, don du Christ pour l'humanité : Réflexions sur le sacerdoce en temps de crise, Artège Editions, 2020, 248 p. (ISBN 979-1-0336-0999-5).
  - Collectif et Paul Préaux (dir.), La liturgie, chemin vers Dieu, Communauté Saint-Martin, 2017, 80 p. (ASIN B0721VC3F9).
- Louis-Hervé Guiny :
  - Un chemin de liberté pour tous : le combat spirituel, Mame, 2024 (ISBN 978-2728933013)
  - Appelés à la joie: 20 questions que tout jeune doit se poser pour trouver sa vocation, Mame, 2018 (ISBN 978-2-7289-2469-1).
- Bertrand Lesoing :
  - Le Noël de saint François, Paris, les Éditions du Cerf, 2023 (ISBN 978-2-204-15932-6)
  - Dernières nouvelles de l'au-delà: adressées à ceux qui ont perdu un être cher, les Éditions du Cerf, 2019 (ISBN 978-2-204-13517-7)
- Pierre Doat, Le roman des anges, Salvator, 2024  (ISBN 978-2706726675)